# Koelbjergský muž
Koelbjergský muž, dříve známý jako koelbjergská žena, je v Dánsku nejstarší nalezené tělo z bažin a také nejstarší soubor lidských kostí nalezených v této zemi. Podle radiokarbonové metody jsou ostatky datovány do maglemoské kultury do období okolo roku 8 000 př. n. l. Ostatky jsou vystaveny v muzeu Møntergården v Odense.

## Nález
V květnu 1941 byla objevena lidská lebka a několik kostí. Dne 21. května 1942 byl nález nahlášen muzeu. Pracovníkům muzea se podařilo zrekonstruovat původní polohu kostí pouze díky tomu, že bloky rašeliny ve kterých byly kosti uloženy, zapadaly do otvorů, odkud byly dříve vyzdviženy. Lebka a dvě kosti byly nalezeny v hloubce 2,5 m, ale většina z nich ležela v hloubce od 3 do 3,5 m ve vzdálenosti 7 až 8 metrů od ostatních kostí. Stehenní kosti byly nalezeny o další dva metry dál jihovýchodním směrem. Celá kostra jedince nebyla nalezena.

## Popis
Antropologické zkoumání kostí odhalilo, že muž byl za života vysoký 155 až 160 cm. Zemřel ve věku přibližně 20 až 25 let. Na pozůstatcích nebyly nalezeny známky onemocnění nebo podvýživy a ani kompletní soubor zubů nenesl žádné patologické stopy, jako je například zubní kaz. Analýza vzorků kostí ukázala na stravu složenou z rostlinné složky a masa suchozemských zvířat s minimálním až žádným množstvím mořských plodů. Analýza izotopu stroncia odhalila, že muž pravděpodobně vyrostl na ostrově Fyn, kde byly nalezeny i jeho ostatky.
Prvotní analýza DNA nepřinesla žádné užitečné výsledky. Několik nalezených stop DNA pocházelo pravděpodobně z kontaminace ostatků lidmi s nimi manipulujícími. V roce 2016 byla provedena nová analýza ze vzorků odebraných z molárů, která odhalila, že ostatky, jenž byly po dlouhou dobu považovány za ženu, ve skutečnosti patří muži. Již před touto analýzou bylo určení pohlaví několikrát zpochybněno, kvůli relativně robustním kostem.
Rozložení kostí ve větší ploše je pochopitelné, pokud se muž utopil v jezeře. Měkké tkáně se mohly rozpadnout při jeho pohybu v otevřené vodě, což vedlo k rozšíření ostatků na větší ploše. Zbývající části se potopily a byly překryty jezerním bahnem.
V červenci 1941 byla provedena pylová analýza ze vzorků odebraných uvnitř lebky. Tělo bylo datováno do období okolo roku 8 000 př. n. l. do maglemoské kultury. Tuto dataci potvrdila i analýza radiokarbonovou metodou provedená v roce 1983 na základě 14C.
Přibližně 2,5 km jihozápadním směrem od nálezu ostatků, nedaleko Nerverkær-Moor, byly nalezeny pozůstatky osad datovaných do maglemoské kultury.